# Thou
Thou (Abkürzung für thousandth of an inch) ist ein Längenmaß im angloamerikanischen Maßsystem und der englische Name für das amerikanische Längenmaß mil (von lat. millesimus). 1 Thou ist ein tausendstel Zoll, es entspricht also 25,4 µm.
Thou wird häufig verwendet
- bei Rundlaufmessungen,

das gleichbedeutende mil
- für Maßangaben elektronischer Bauteile
- beim Entwurf von Leiterplatten
- zur Dickenangabe von Folien und Beschichtungen
- in Verbindung mit mechanischen Schwingungen und Vibrationen.